# Plućna atrezija
Plućne arterije je kongenitalno oboljenje srca uzrokovano poremećajem u razvoju zalistak plućne arterije (ili plućnog ventila), u kome se on ne formira normalno ili je došlo do njegove opstrukcije. Plućni ventil se nalazi na desnoj strani srca između desne komore i plućne arterije. U normalnom funkcionisanju srca, otvor za plućni ventil ima tri zalistka koji se otvaraju i zatvaraju sinhrono sa srčanim ritmom.
U kongenitalnim defektima srca kao što je plućna atrezija, strukturne abnormalnosti mogu uključiti ventile srca, zidove miokarda i arterije/vene u blizini srčanog mišića. Shodno tome, ove promene utiču na protok krvni zbog pomenutih strukturnih abnormalnosti, blokiranjem ili promenom u protoka krvi kroz ljudski srčani mišić.
Bolest se kod novorođenčadi najčešće manifestuje nekoliko sati po rođenju, i ukoliko se na vreme ne primeti plućna atrezija, i preduzme hitno lečenja, oboljenje se može iskomplikovati i postati opasno po život.

## Epidemiologija
Plućna atrezija sa intaktnim vedntrikularnim septumomo
Uprkos sveobuhvatnoj niskoj prevalenci, plućna atrezija sa intaktnim ventrikularnim septumom (PAIVS) je jedan oblik cijanotske kongenitalne bolesti srca (CCHD) koji se obično manifestuje tokom neposrednog neonatalnog perioda dok se duktus arteriozus zatvara (zajedno sa transpozicijom velikih arterija, trikuspidalnom atreszijom, i plućnom atresijom sa ventrikularnim septalnim defektom). PAIVS nema poznatu genetsku etiologiju, iako su opisani retki porodični slučajevi. PAIVS se u SAD javlja u 7,1 — 8,1 na 100.000 živorođenih i kod 0,7 — 3,1% pacijenata sa urođenom srčanom bolešću (CHD), a u 4,5 na 100.000 živorođenih u Ujedinjenom Kraljevstvu i Irskoj.
PAIVS je cijanotična kongenitalna lezija srca koja se javlja neposrednom novorođenčadskom periodu i poklapa sa sa zatvaranjem duktusa arteriozusa.
Plućna atrezija sa ventrikularnim septalnim defektom
Procene relativne učestalosti plućne atrezije sa ventrikularnim septalnim defektom su 2,5 — 3,4% od svih urođenih kardijalnih malformacija sa prevalencom od 0,07 na 1.000 živorođenih.
Plućne atrezij sa ventrikularnim septalnim defektom je nešto malo preovlađujuća kod muškaraca nego kod žena.

## Etioipatogeneza
Pod pojmom atrezija označava se suženje, blokada ili deformitet nekog prolaza u telu – arterija, vena, kapilara, creva, itd. koji za posledicu ima ozbiljan poremećaj u kratenju telesnih tečnosti i drugih sadržaja.
Od atrezija može da oboli i zalistak plućne arterije (jedan od zalistaka na srcu), čija je funkcija da poput jednosmernog ventila, otvaranjem i zatvaranjem omogućio normalan protok krvi u pluća. Do njegove arterije dolazi kada zalistak plućne arterije ne može da se otvori usled blokade ili urođenog deformiteta.

### Mogući uzroci
Imajući i vidu da je plućna arterija svrstana u kongenitalno srčano oboljenje, što znači da je ona urođena bolest, još uvek nije poznato šta je tačno uzrokuje.
Bebe sa plućnom atresijom izgledaju normalno pre rođenja. To je zato što krv prolazi kroz otvor nazvan duktus arteriozus koji povezuje plućnu arteriju sa aortom u srcu fetusa . Duktus arteriozus počinje da se prirodno zatvara nakon porođaja. Kod normalnih beba ovaj se zatvara a otvara se novi ventil koji omogućava protok krvi iz desne komore do pluća. Kod dece sa plućnom atresijom, navedeni ventil se ne otvara. To znači da će uskoro započinje zastoj u kretanju krvi koja treba da dođe u pluća.
Kod nekih fetusa može doći do nastanka još jednog otvora ili ventrikularnog septalnog defekta, kroz koji krv protiče iz jedne komore u drugu. Ukoliko se ovaj otvor ne pojavi ili se pojavi defektan, može doći do smanjenog dotoka krvi u jednu komoru. Ta komora će se slabije razviti ili će se na njoj razviti defekt.
Nakon rođenja beba sav kiseonik dobija iz vazduha preko sopstvenih pluća Tada nastaju problemi sa srcem i plućima, jer jedna komora srca nije dovoljno razvijena a plućna arterija kojom se pluća snabdevaju krvlju je blokirana ili defektna, što dovodi do nastanka atrezije pluća.
Ako se atrezija uoči na vreme, može se vrlo lako lečiti lekovima koji će održavati vezu između plućne arterije i aorte otvorenom.

### Faktori rizika
Ne postoje faktori koji utiču na povećanje rizika od nastanka atrezije pluća, ali postoje određene bolesti i stanja koja povećavajući rizik od nastanka edema pluća, mogu biti povezane i sa nastankom plućne atrezije.

## Klinička slika
Najčešći simptomi koji se javljaju u prvih nekoliko sati života novorođenčeta, i koji mogu trajati nekoliko dana su;
- Plavo obojena koža (cijanoza)
- Brzo disanje
- Zamaranje
- Slabe navike u ishrani (bebe se mogu umoriti u toku nege ili prilikom ishrane)
- Kratkoća daha.[5][6]

## Terapija
Novorođenčad sa plućnom atresijom obično, odmah nakon rođenja, dobija lek koji se naziva prostaglandin E1, koji treba da obezbedi da duktus arteriozus ostane otvoren i nakon rođenja.
Hirurško lečenje
Preporučena vrsta operacije zavisi od veličine desne komore i plućne arterije. Ako je normalne veličine i desna komora može pumpati krv, može se uraditi operacija na otvorenom srcu kako bi se uspostavilo pkretanje krvi kroz srce u normalnom obliku.
Ako je desna komora mala i nije u stanju da deluje kao pumpa, lekari mogu obaviti operaciju pod nazivom Fontanova metoda. U ovom postupku desna pretkomora je direktno povezan sa plućnom arterijom.
U nekim slučajevima, ako su komore i plućne arterije suviše male, možda je nemoguće popraviti defekt.

## Komplikacije
Kao komplikacije kod plućne atrezije mogu se javiti:
- Otežan rast i razvoj bebe
- Napadi
- Šlog
- Infektivni endokarditis – upala unutrašnjeg zida srca
- Zrčani zastoj – koji se može javiti 6 meseci nakon rođenja

## Prevencija
Ne postoje pouzdani načini prevencije nastanka atrezije pluća. Jedino se redovnim pregledima u toku trudnoće može pravovremeno uočiti anomalija i određenim merama smanjiti rizik od komplikacija prilikom porođaja.

## Spoljašnje veze
|  | Molimo Vas, obratite pažnju na važno upozorenje u vezi sa temama iz oblasti medicine (zdravlja). |